# St. John (Indiana)
St. John és una població dels Estats Units a l'estat d'Indiana. Segons el cens del 2000 tenia 8.382 habitants.

## Demografia
Segons el cens del 2000, St. John tenia 8.382 habitants, 2.800 habitatges, i 2.441 famílies. La densitat de població era de 481,6 habitants/km².
Dels 2.800 habitatges en un 43,3% hi vivien nens de menys de 18 anys, en un 79,8% hi vivien parelles casades, en un 5,1% dones solteres, i en un 12,8% no eren unitats familiars. En l'11,1% dels habitatges hi vivien persones soles el 4,9% de les quals corresponia a persones de 65 anys o més que vivien soles. El nombre mitjà de persones vivint en cada habitatge era de 2,99 i el nombre mitjà de persones que vivien en cada família era de 3,24.
Per edats la població es repartia de la següent manera: un 28,4% tenia menys de 18 anys, un 6,5% entre 18 i 24, un 28,3% entre 25 i 44, un 28% de 45 a 60 i un 8,9% 65 anys o més.
L'edat mediana era de 39 anys. Per cada 100 dones de 18 o més anys hi havia 98 homes.
La renda mediana per habitatge era de 71.378 $ i la renda mediana per família de 75.231 $. Els homes tenien una renda mediana de 55.554 $ mentre que les dones 30.603 $. La renda per capita de la població era de 25.106 $. Entorn de l'1,1% de les famílies i l'1,7% de la població estaven per davall del llindar de pobresa.

## Poblacions més properes
El següent diagrama mostra les poblacions més properes.